# Bolvir
Bolvir est une commune de la comarque de Basse-Cerdagne dans la province de Gérone en Catalogne (Espagne).

## Géographie

### Communes limitrophes
| Meranges | Guils de Cerdanya | Puigcerdà |
| Ger      | Bolvir            | Puigcerdà |
| Isòvol   | Alp               | Urús      |

### Géologie et relief
Bolvir est un village situé à 1 113 m d'altitude.

## Histoire
Bolvir se proclame Territoire libre catalan le 15 septembre 2012.

## Politique et administration

### Liste des maires
| Période | Période | Identité               | Étiquette                      | Qualité |
| ------- | ------- | ---------------------- | ------------------------------ | ------- |
| 1979    | 1983    |                        |                                |         |
| 1983    | 1987    |                        |                                |         |
| 1987    | 1991    |                        |                                |         |
| 1991    | 1995    |                        |                                |         |
| 1995    | 1999    |                        |                                |         |
| 1999    | 2003    |                        |                                |         |
| 2003    | 2007    |                        |                                |         |
| 2007    | 2011    | Bartomeu Baqué Muntané | Iniciativa per Catalunya Verds |         |

## Population et société

### Démographie
| Évolution démographique | Évolution démographique | Évolution démographique | Évolution démographique | Évolution démographique | Évolution démographique | Évolution démographique | Évolution démographique | Évolution démographique | Évolution démographique | Évolution démographique | Évolution démographique | Évolution démographique | Évolution démographique | Évolution démographique | Évolution démographique | Évolution démographique | Évolution démographique |
| 1842                    | 1857                    | 1860                    | 1877                    | 1887                    | 1897                    | 1900                    | 1910                    | 1920                    | 1930                    | 1940                    | 1950                    | 1960                    | 1970                    | 1981                    | 1991                    | 2001                    | 2008                    |
| ----------------------- | ----------------------- | ----------------------- | ----------------------- | ----------------------- | ----------------------- | ----------------------- | ----------------------- | ----------------------- | ----------------------- | ----------------------- | ----------------------- | ----------------------- | ----------------------- | ----------------------- | ----------------------- | ----------------------- | ----------------------- |
| 198                     | ..                      | ..                      | 410                     | 373                     | 439                     | 439                     | 366                     | 370                     | 319                     | 312                     | 274                     | 303                     | 305                     | 208                     | 226                     | 267                     |                         |

### Manifestations culturelles et festivités
- 15 mai : Festa major de saint Isidore ;
- 24 juin : Aplec du Remède ;
- 3e fin de semaine d'août : Fête d'été ;
- 22 novembre : sainte Cécile.

## Culture locale et patrimoine

### Personnalités liées à la commune
- Raymond de Bolvir : abbé de Saint-Michel-de-Cuxa de 1305 à 1316.